# José Marques de Castilho
José Marques de Castilho OIP (Águeda, 3 de Janeiro de 1869 — Águeda, 29 de Agosto de 1949) foi um padre católico, publicista e professor liceal, que se destacou como primeiro director da Escola Industrial e Comercial de Águeda. Para além da docência, colaborou na imprensa periódica com artigos versando assuntos regionalistas, históricos e filológicos. Foi sócio correspondente da Academia das Ciências de Lisboa.